# Lužnice (Repubblica Ceca)
Lužnice è un comune della Repubblica Ceca facente parte del distretto di Jindřichův Hradec, in Boemia Meridionale.